# Blecua y Torres
Blecua y Torres ist eine spanische Gemeinde (Municipio) in den Pyrenäen mit 172 Einwohnern (Stand: 2024). Sie liegt in der Provinz Huesca der Autonomen Gemeinschaft Aragonien. In den 1960er Jahren wurden die Ortschaften Blecua und Torres de Montes miteinander zusammengelegt. Verwaltungssitz der neuen Gemeinde wurde Blecua.

## Lage
Blecua y Torres liegt etwa 18 Kilometer südöstlich von Huesca. Am nördlichen Rand der Gemeinde führt die Autovía A-22 entlang. Die höchste Erhebung in der Gemeinde ist der Cambretas mit 531 Metern.

## Sehenswürdigkeiten
- Iglesia de Santos Reyes in Blecua (Hl.-Dreikönigskirche)
- Iglesia de la Epifanía del Señor in Torres de Montes
- befestigte Einsiedelei Santa Ana aus dem 11. Jahrhundert in Blecua (2007 restauriert)
- Heimatmuseum

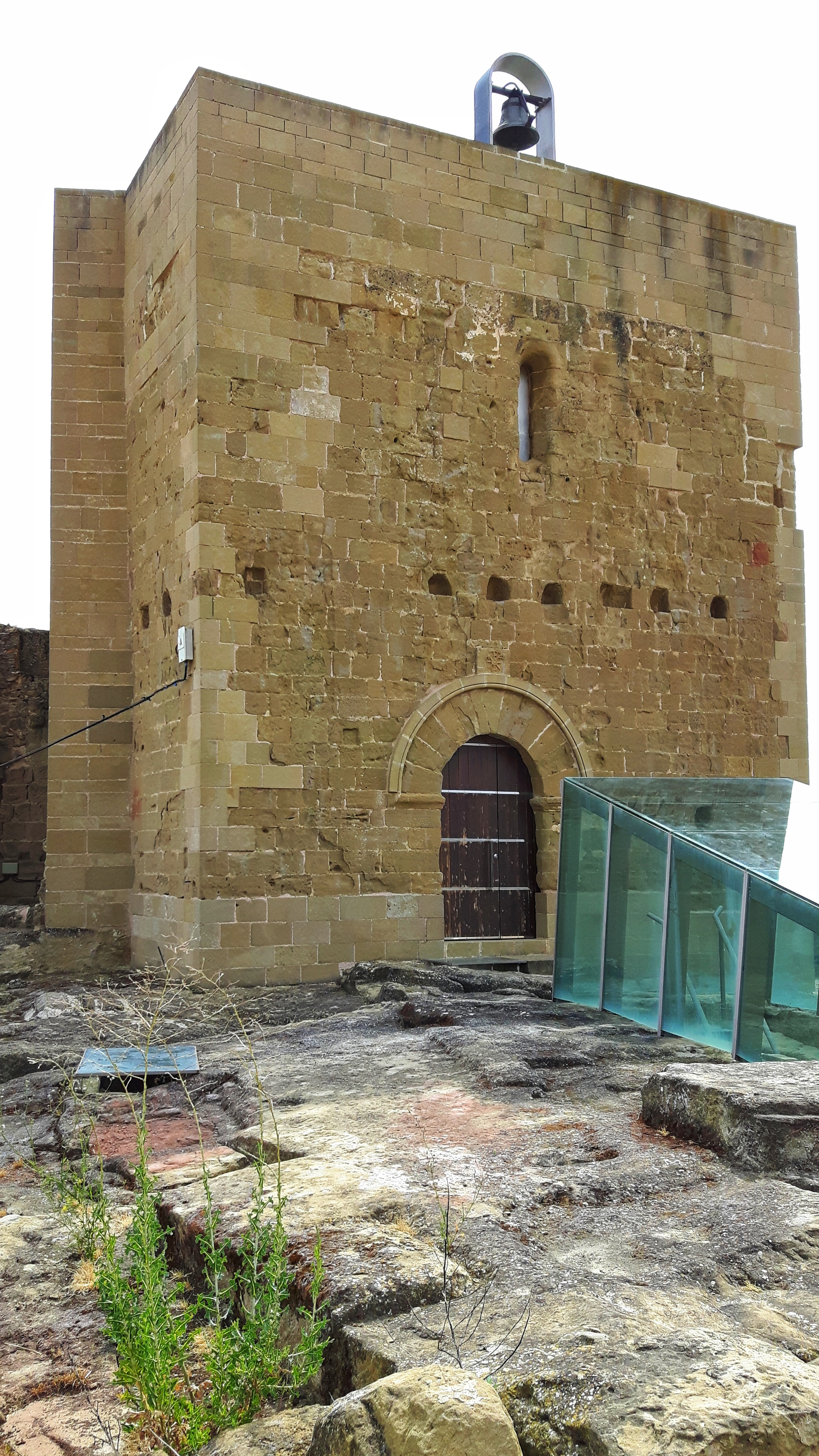
Einsiedelei Santa Ana

## Bevölkerung
| Jahr      | 1970 | 1981 | 1992 | 2001 | 2011 | 2020 |
| --------- | ---- | ---- | ---- | ---- | ---- | ---- |
| Einwohner | 354  | 230  | 202  | 184  | 215  | 173  |